# تاریخچه مکانیک کلاسیک
این مقاله‌ای دربارهٔ تاریخچه مکانیک کلاسیک است.

## قرون وسطی
ژان بوریدان، کشیش فرانسوی نظریه جنبش (Theory of Impetus) را گسترش داد. پس از او آلبرت زاکسن، ریاضی‌دان آلمانی به تعمیق بیشتر آن پرداخت.

## دوران معاصر
در پایان قرن بیستم مکانیک کلاسیک در فیزیک دیگر یک نظریه مستقل نبود و در کنار الکترومغناطیس کلاسیک، نظریه مکانیک کوانتومی نسبیتی را ساختند.
همچنین مکانیک کلاسیک الهام بخش ریاضی‌دانان شده‌است.